# Maasgau

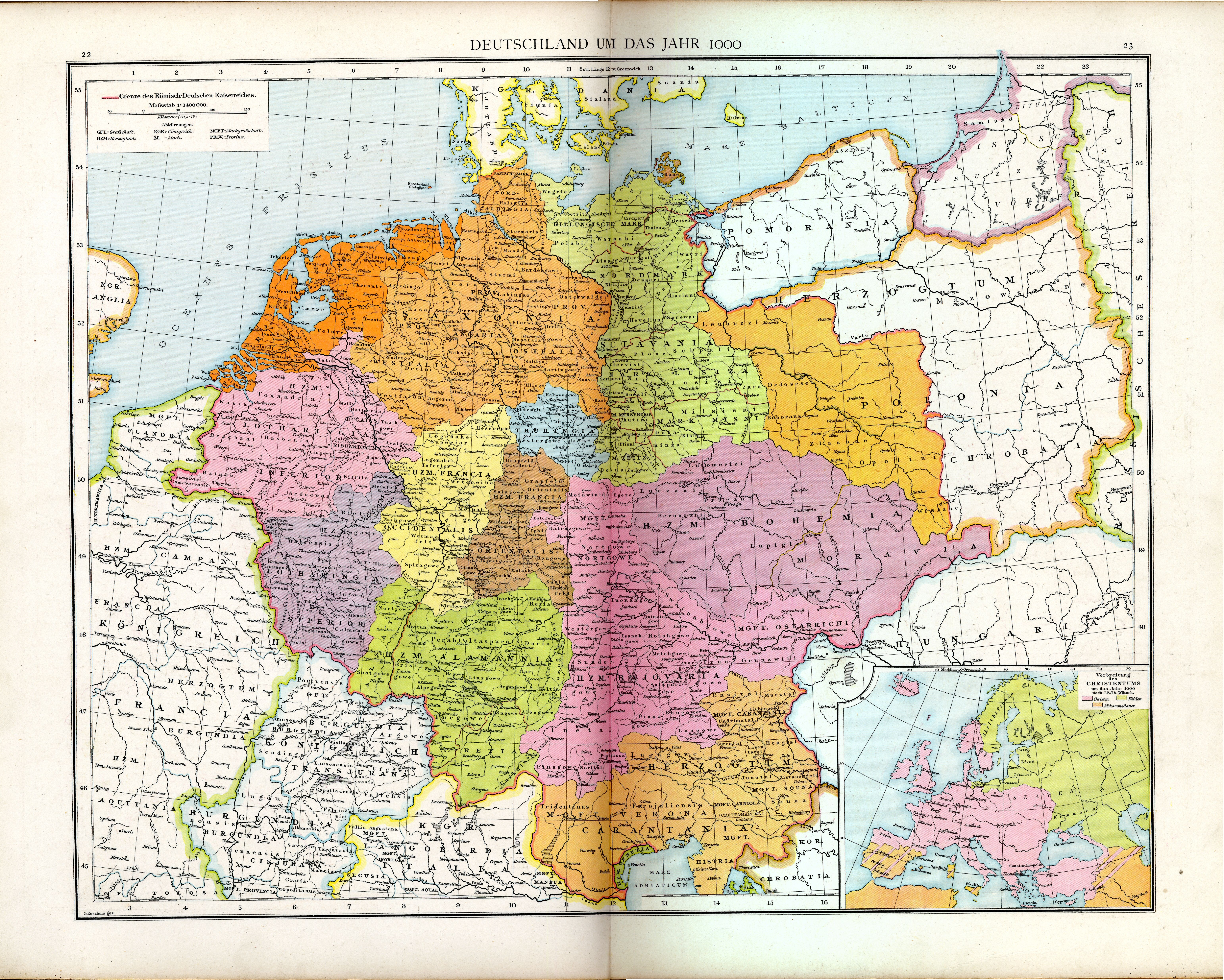
Die mittelalterlichen Gaue um 1000

Der Maasgau war in der Zeit der Karolinger das Gebiet westlich der Maas mit Maastricht im Zentrum und dem Jülichgau auf dem anderen Ufer des Flusses. Der südliche Teil fällt später an den Lüttichgau und die Region westlich von Maastricht an den Haspengau.

## Grafen im Maasgau
- Giselbert, 841 Graf im Maasgau, 866 Graf im Lommegau (Reginare); ⚭ 846 entführt, Ehe 849 anerkannt, NN, * wohl 826/830, Tochter des Kaisers Lothar I. (Karolinger)
- Reginhar Langhals († 915), dessen Sohn, Graf von Hennegau und Maasgau
- Giselbert, † 939, dessen Sohn, Graf im Maasgau, 928 Herzog von Lothringen (Reginare)
- Dietrich I. Flamens, ermordet 1082, Graf in der Betuwe und im Maasgau, Stammvater der Grafen von Geldern